# Doleschalla papua
Doleschalla papua är en tvåvingeart som först beskrevs av Townsend 1933.  Doleschalla papua ingår i släktet Doleschalla och familjen parasitflugor. Inga underarter finns listade i Catalogue of Life.